# Diplocoelus platysomus
Diplocoelus platysomus is een keversoort uit de familie houtskoolzwamkevers (Biphyllidae). De wetenschappelijke naam van de soort werd in 1922 gepubliceerd door Arthur Mills Lea.